# Soatá
Soatá – miasto w Kolumbii, w departamencie Boyacá.